# Люцерновая двадцатичетырёхточечная коровка
Коровка люцерновая двадцатичетырёхточечная, или коровка люцерновая (лат. Subcoccinella vigintiquatuorpunctata) — вид божьих коровок. Яйца откладываются в мае, а личинки развиваются примерно через шесть недель. Имаго обычно активны до октября или ноября.

## Распространение
Встречается на территории Евразии и Северной Африки. Интродуцирован в Северную Америку, где впервые был найден в штате Нью-Джерси в 1974 году.

## Описание
Коровка длиной в 3—4 мм. Имеет красный или тёмно-оранжевый окрас тела (включая ноги и усики) с 20—26 чёрными пятнами на переднеспинке и надкрыльях; иногда пятна могут соединяться вместе или полностью отсутствовать. В крайне редких случаях, пятна могут иметь жёлтый цвет. Надкрылья покрыты короткими светлыми волосками, которые трудно разглядеть невооруженным глазом.
Личинки бледно-зеленого цвета с тёмными крапинками и крупными шипами. Они могут вырастать от 4 до 6 мм в длину.
Данный вид божьих коровок обычно не имеет крыльев под надкрыльями и не умеет летать. Исследование не выявило крылатых особей в британской выборке, тогда как у 40 % выборки из Венгрии и Румынии были крылья. Однако, поскольку даже у крылатых особей был ген, вызывающий атрофию, считается, что бескрылость — это тенденция, которая будет усиливаться со временем.

## Экология и местообитания
Встречается в открытых местностях, например, на лугах. Питается на различных растениях, включая люцерну посевную (Medicago sativa), мыльнянку лекарственную (Saponaria officinalis), а также на многих представителях гвоздичных (Caryophyllaceae). Личинки питаются только мицелием эризифовых.

## Галерея

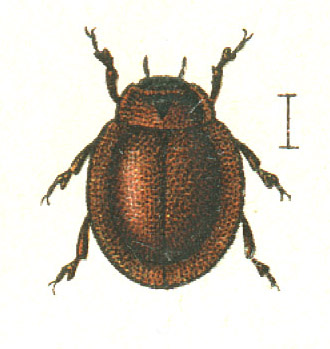
Иллюстрация
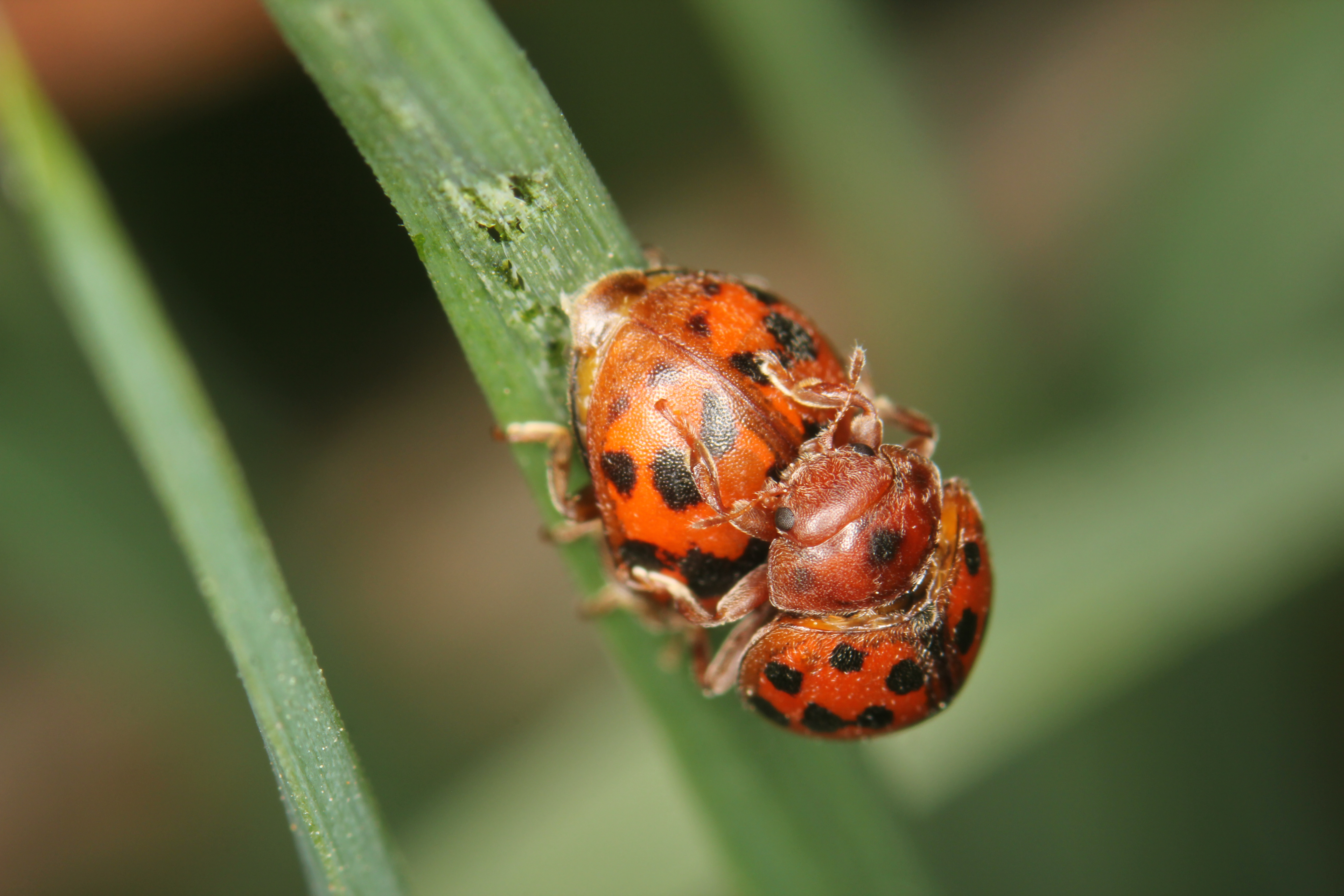
Спаривание
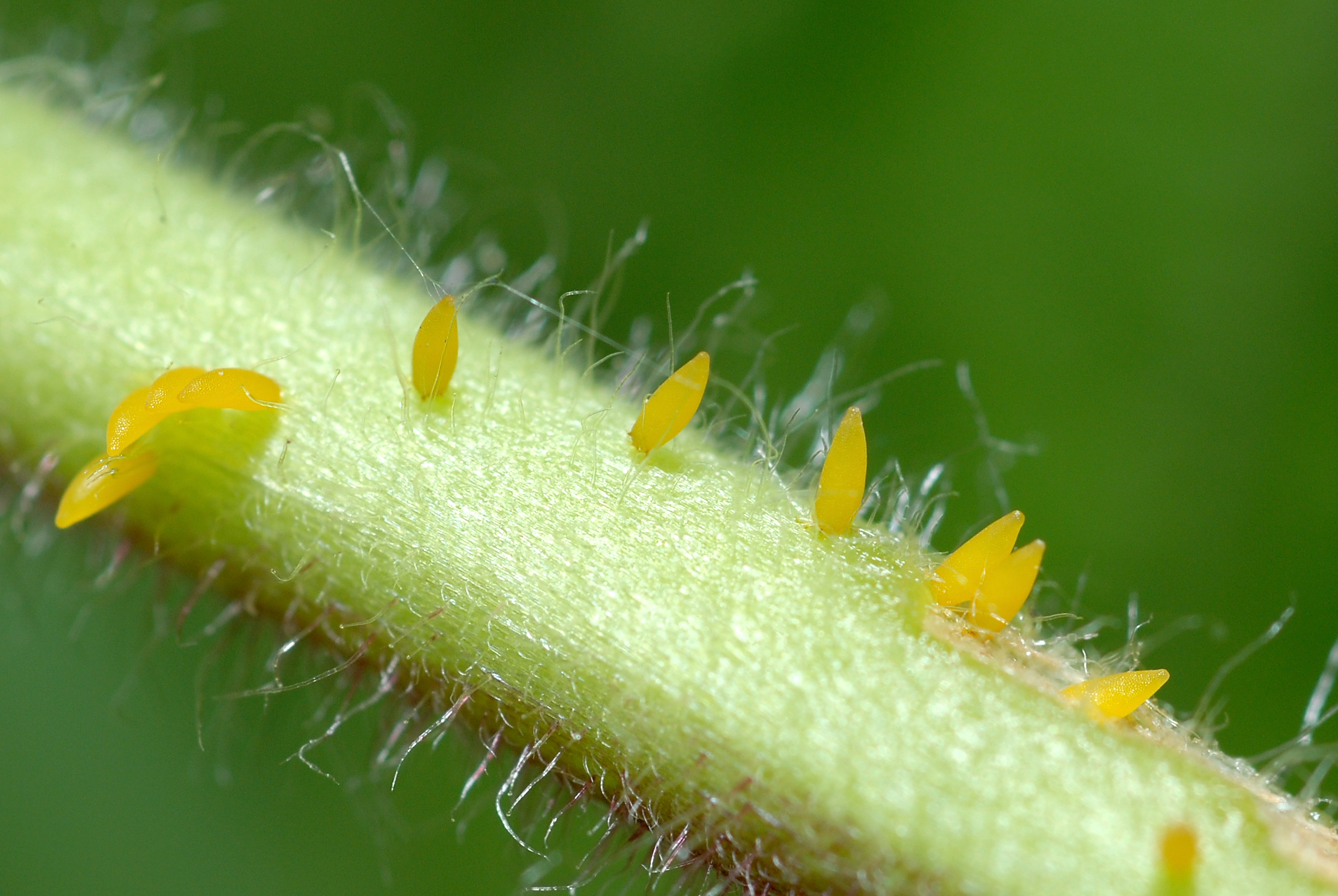
Яйца
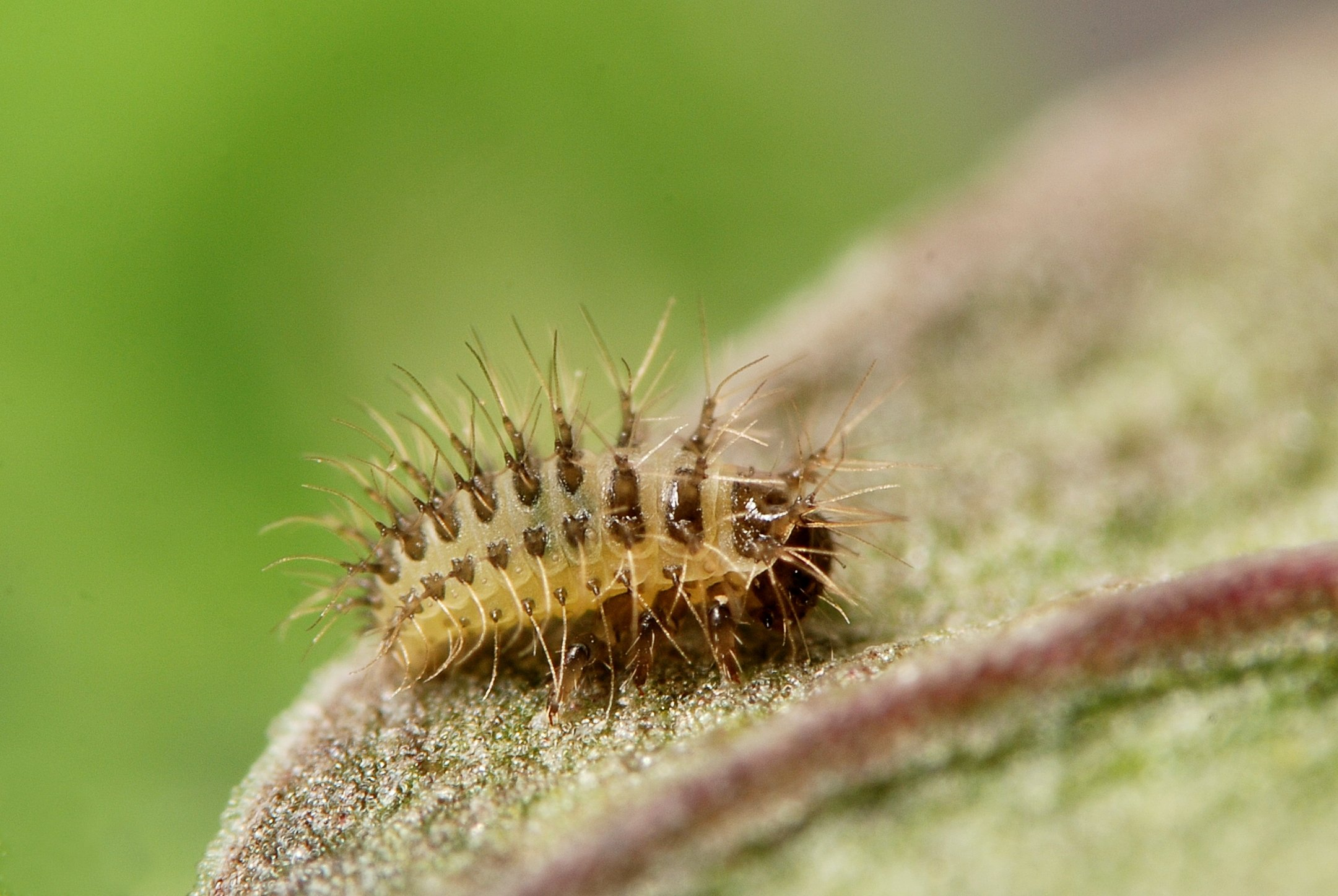
Личинка
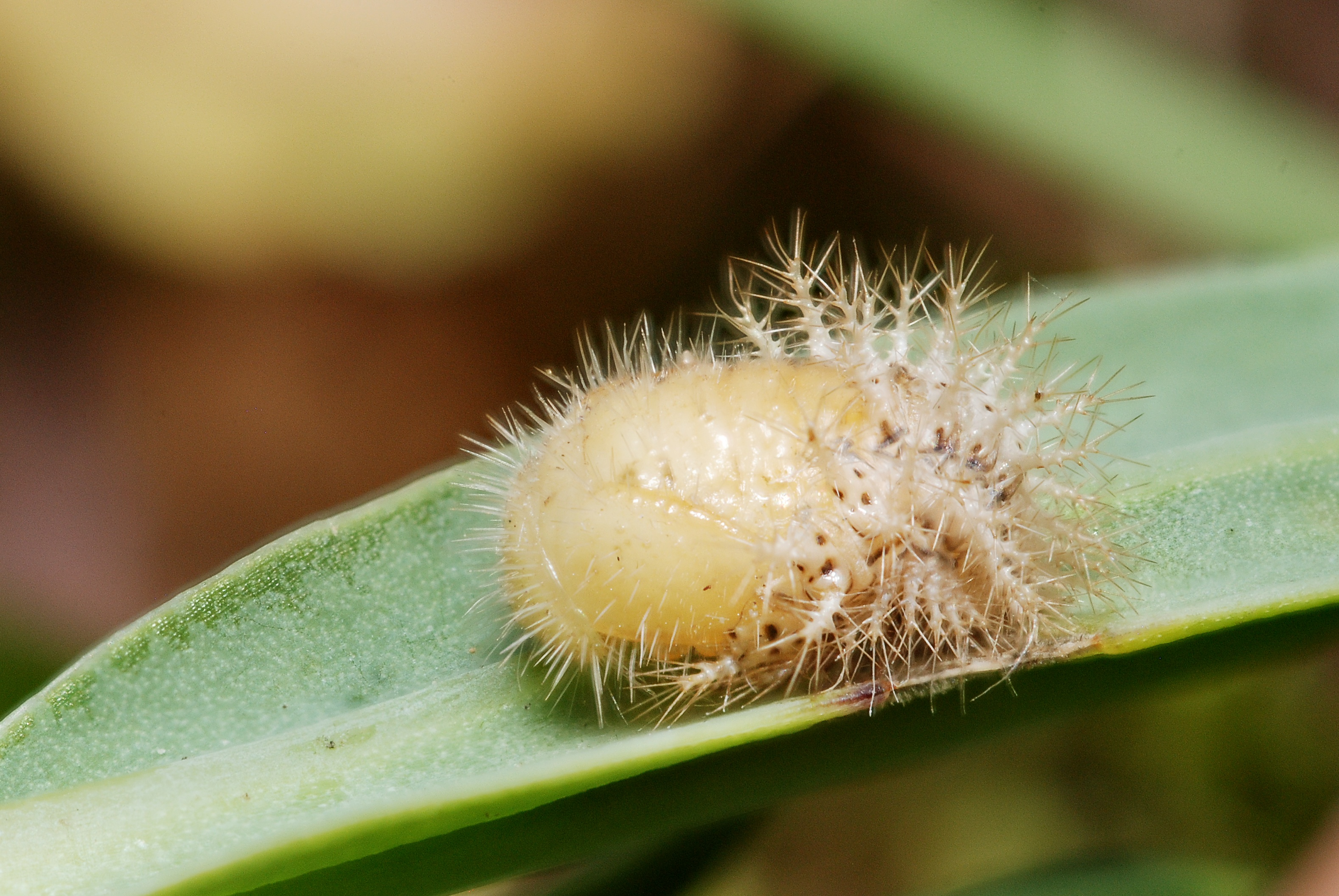
Куколка
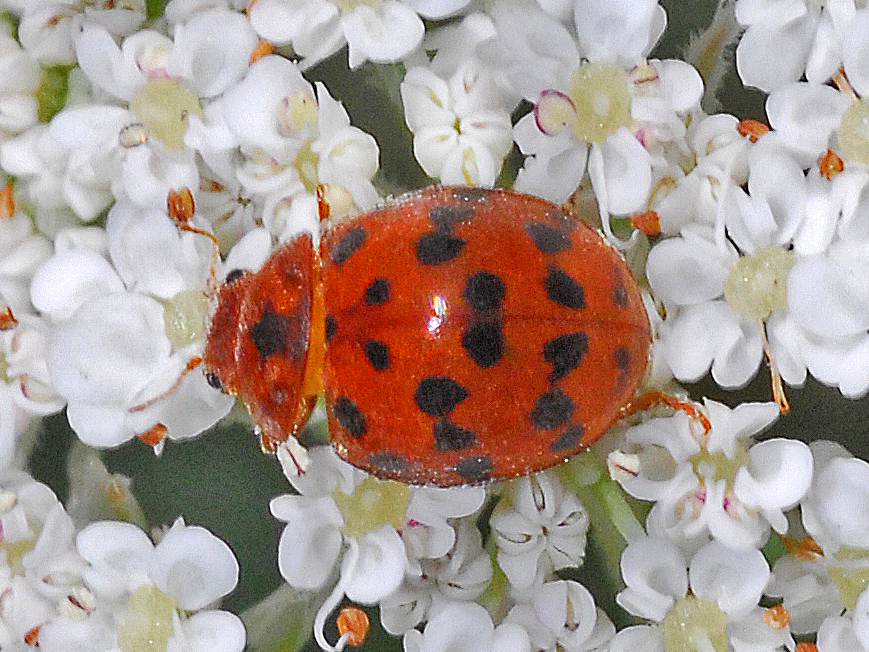
Имаго
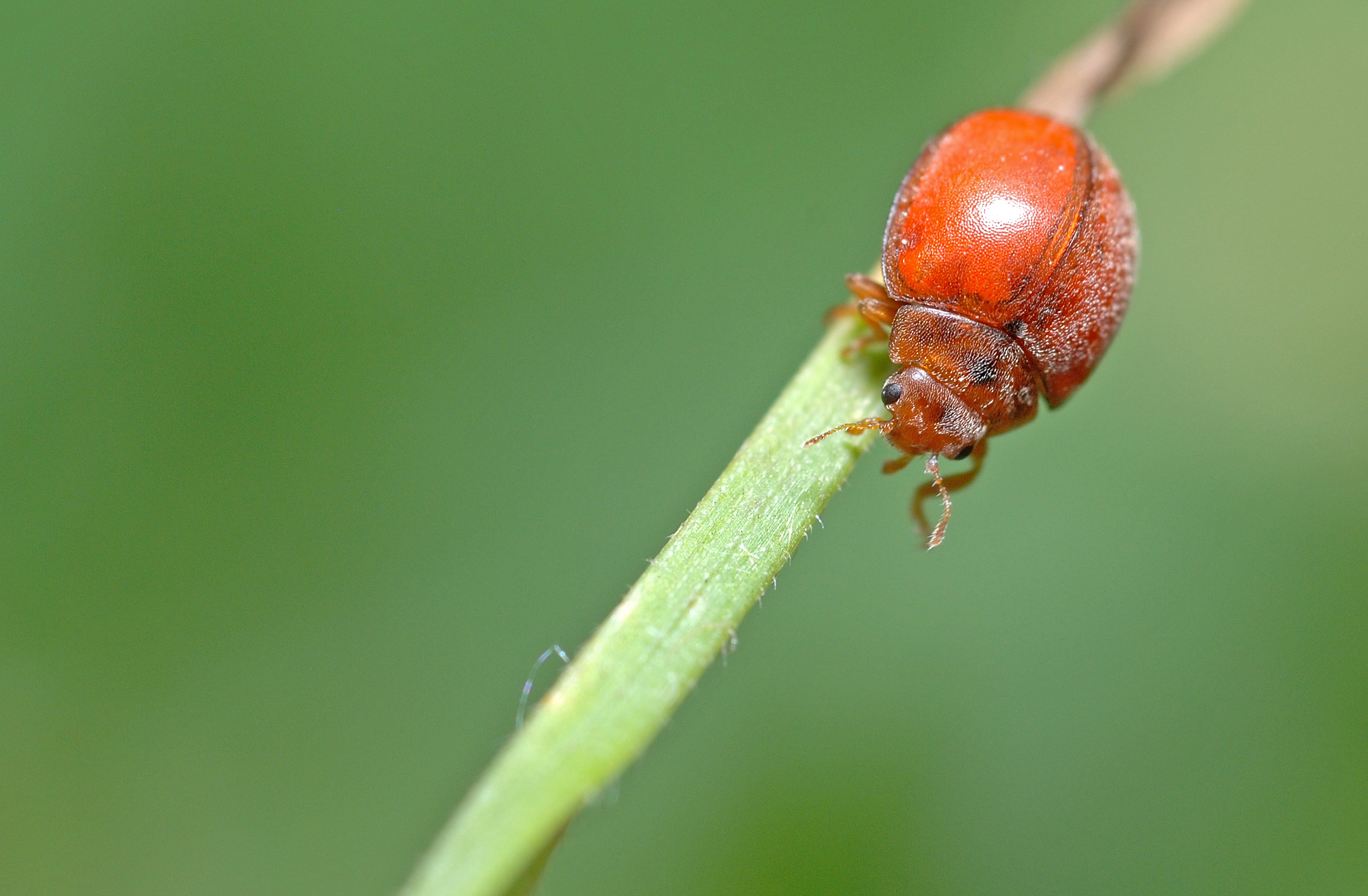
Имаго без пятен